# Sandra Mason
Sandra Prunella Mason (født 17 . januar 1949) er en barbadisk jurist som fra 30. november 2021 er Barbados' præsident. Før dette var hun fra 8. januar 2018 landets generalguvernør. Den 20. oktober 2021 blev valgt til Barbados' første præsident. Hun har en lang karriere som jurist og dommer bag sig, inklusive som dommer i Østkaribisk højesteret og appelretsdommer i Barbados' højesteret. Hun var den ottende indehaver af embedet som generalguvernør.

## Liv og virke
Mason voksede op på East Point og Bayfield i distriktet Saint Philip i den sydøstlige del af Barbados. Hun kom fra en stor familie med ni børn, og flyttede som barn til sin tante og bedstemor. Hos tanten var hun det eneste barn og fik mulighed for at læse bøger.
Efter University of the West Indies åbnede sit juridiske fakulteter i Cave Hill i 1970, fik hun mulighed til at studere jura i sit hjemland. Hun fik en bachelorgrad i retsvidenskab på Barbados i 1973, og studerede derefter videre ved Hugh Wooding Law School i Trinidad og Tobago hvor hun fik sit Legal Education Certificate i 1975. Senere har Mason taget et kursus i domstolsforvaltning ved Royal Institute of Public Administration i London (1998) og i alternativ konfliktløsning ved University of Windsor i Canada (2000). I 2001 var hun fellow ved Commonwealth Judicial Education Institute i Halifax i Canada.
Efter studierne arbejdede hun i en bank før hun begyndte i privat advokatpraksis. Fra 1977 til 1983 underviste hun også i jura ved University of the West Indies.
Efter #tre års praksis som advokat fik hun i 1978 en stilling som dommer i første retinstans. Hun fik ansvar for ungdoms- og familiedomstolen. Mason var dommer i magistratretten til 1997, med en periode som ambassadør til Venezuela, Chile, Colombia og Brasilien fra 1993 til 1994. Fra 1997 til 2005 var hun registrar i Barbados' højesteret. Efter dette var hun dommer i Østkaribisk højesteret, som er den øverste retsinstans for landene som er med i Organisationen af Østkaribiske Stater (OECS). Fra 2008 var Mason appelretsdommer i Barbados' højesteret, et embede hun fortsat havde da hun blev udnævnt til generalguvernør.
Internationalt blev Mason medlem af FN's børnretskomité i 1997. Hun var næstformand fra 1993 til 1995, før hun blev komiteens leder i 1997. Mason har også været medlem af Commonwealth Secretariat Arbitral Tribunal (CSAT).
Mason blev nomineret til embedet som generalguvernør af premierminister Freundel Stuart. Oppositionleder Mia Mottley støttede udnævnelsen. Mason efterfulgte Elliott Belgrave i generalguvernørembedet. Da Belgrave blev udnævnt til generalguvernør i 2012 var Mason fungerende generalguvernør i tre dage frem til han tiltrådte i embedet.
Den 20. oktober 2021 blev Mason valgt til Barbados' første præsident. Hun tiltrådte som præsident den 30. november 2021, da Barbados afskaffede monarkiet og blev republik.